# Temnothorax pardoi
Temnothorax pardoi is een mierensoort uit de onderfamilie van de Myrmicinae. De wetenschappelijke naam van de soort is voor het eerst geldig gepubliceerd in 1987 door Tinaut.